# Dale Horvath
Dale Horvath és un personatge fictici de la sèrie de televisió The Walking Dead i va ser retratat per Jeffrey DeMunn i un personatge de dibuixos animats. La mort del personatge a la segona meitat de la segona temporada del programa marca una important sortida dels còmics, on Dale va sobreviure molt més temps. En ambdós mitjans, es demostra que és el principal centre moral del grup.

## Sèrie de televisió

### Passat
Dale va néixer el 1946 i va estar casat amb una dona anomenada Irma durant anys. Al principi del seu matrimoni, havien intentat tenir un nadó, però finalment es van produir avortaments involuntaris, cosa que els va portar a no tornar-ho a intentar. En algun moment després, va desenvolupar càncer. Tot i que Dale la va portar a diversos metges, ella ja havia acceptat la malaltia i la seva eventual mort, per a la seva consternació.
Un cop es va retirar de la seva feina, Dale va planejar portar la seva dona viatjant amb ell per tot el país en una caravana nova que va comprar, però ella va morir abans que això pogués passar. La seva mort el va portar a una gran depressió, i es va trobar que no li importava ningú al seu voltant. Va decidir agafar la seva caravana i fer el viatge sol.
Durant l'inici del brot, Dale es va trobar amb Andrea i Amy a Atlanta i els va rescatar quan la ciutat estava envaïda. Algun temps després, es van trobar i es van unir a un càmping de supervivents als afores de la ciutat. Durant la seva estada, Dale es va preocupar cada cop més per les germanes i va utilitzar el seu RV com a tipus de lloc de comandament per al grup.

### Primera temporada
Dale apareix breument en el primer episodi de Days Gone, on es mostra amb Amy al camp base dels supervivents a fora d'Atlanta, sentint el missatge de ràdio de Rick, però no pot respondre a causa de la mala recepció. Lori insisteix que el grup posi cartells per advertir a la gent que no vagi a la ciutat, ja que està infestada de zombis, i Dale la dona suport, però Shane s'hi posa en contra. En el següent episodi A Way Out, Dale guarda el campament des del terrat del seu RV, vigila a Carl mentre Lori va al bosc a la recerca de menjar i després rep la trucada de ràdio de T-Dog des d’Atlanta. A Welcome Back Dad, Dale dona la benvinguda a Rick i als altres quan arriben al campament i ajuda a Glenn a recuperar peces de recanvi d’un cotxe que havia robat. En l'episodi de Vatos, mentre estava mirant al campament, Dale veu a Jim inexplicablement cavant forats a terra al turó i es preocupa, de manera que porta a Shane, Lori i els altres a parlar amb ell per intentar raonar amb ell. Jim és incapaç d’explicar el motiu de les seves accions, però diu que va tenir un somni. Més tard, el campament és atacat per un grup de zombis, i Amy és una de les víctimes. Llavors Jim recorda el seu somni i afirma que estava cavant tombes per enterrar els morts. A Experiments, Daryl i Dale volen matar Jim després de saber que va ser mossegat per un zombi durant l'atac d'ahir a la nit, però Rick els atura. Dale intenta consolar l'Andrea afectada per la mort de la seva germana. Poc després, és testimoni de l’intent fallit de Shane de disparar a Rick mentre patrullaven, fent que sembli un accident. El grup decideix marxar cap al Centre de Control de Malalties, però quan el RV de Dale es descompon en ruta, Jim es queda enrere a petició seva. En l'episodi TS-19, Dale i els altres troben un refugi relativament segur dins del centre de salut abans de descobrir que la instal·lació s'autodestruirà quan s'acabi el combustible dels generadors. Dale decideix quedar-se a la instal·lació juntament amb Andrea, que ha decidit suïcidar-se, però al final la convenç de fugir amb ell uns instants abans de l'explosió.

### Segona temporada
En el primer episodi de la segona temporada, The Way to Go, Dale està molt preocupat per l'estat d’Andrea després del seu intent de suïcidi i es nega a retornar-li l’arma. Al mateix temps, participa en la recerca de Sophia, la filla de Carol que va desaparèixer durant un atac de zombis, com ho demostra el fet que menteix el grup guardant silenci sobre l’avaria del campista per tal que el pensament principal de tots estigui dirigit. en trobar la nena. A Blood of My Blood, Dale creu que T-Dog ha contagiat una infecció causada per un mal tall que va obtenir amb un full de cotxe i es posa a buscar antibiòtics; finalment Daryl porta algunes medicines que tenia amb ell que pertanyien al seu germà Merle. A Surviving, Andrea li demostra a Dale que les seves tendències suïcides han disminuït i accepta retornar-li l'arma. A The Cherokee Rose, Dale i la resta del grup arriben a la granja de Hershel i s'instal·len a prop. A Findings, Andrea confon a Daryl amb un zombi i el dispara ferint-lo tot i els avisos de Dale. A l'episodi Secrets, la indignació de Dale cap a Shane comença a créixer quan s'adona del mal que té la naturalesa violenta del grup (especialment d'Andrea). A Dying Hope, Dale intenta amagar les armes del grup al pantà, però Shane l’atura. En tornar a la granja, Shane obre les portes del graner on Hershel mantenia tancats els zombis i condueix la resta del grup a matar-los a tots. A Nebraska, Dale vigila a Shane i adverteix a Lori sobre la seva sospita que Shane va matar Otis. A Easy Trigger, Dale li diu a l’Andrea que Shane és perillós però que no l'escolta. A The Sentence, Dale intenta convèncer els membres del grup de no executar un intrús capturat, però està disgustat pels instints assassins dels seus companys. Rick més tard canvia d'opinió i decideix no matar el pres, però Dale no ho sabrà. Durant la nit, va deixar la granja i va ser atacat i destripat per un zombi. Ferit de mort, correspon a Daryl acabar amb el seu patiment disparant-li un cop al cap a contracor. Dale està enterrat a l'episodi The Executioner i, al funeral, Rick decideix retre un homenatge a la seva memòria citant les seves paraules.

## Descripció
Dale, de 64 anys (que sempre porta un barret de pescador al cap), tenia previst gaudir de la seva jubilació viatjant en un RV amb la seva dona, però la dona mor de càncer abans que pugui posar en pràctica el pla. Viatjant pel país en solitud, coneix les seves germanes Andrea i Amy durant l'esclat de l'epidèmia i les porta amb ell. Durant la primera temporada, Dale es presenta com un home autosuficient, sempre atent al canvi de dinàmica dins del grup de supervivents, i particularment protector d'Andrea i Amy. És costum guardar-se sobre el terrat del campista per alertar el grup en cas d’atacs de zombis.

## Desenvolupament

### Casting
Jeffrey DeMunn protagonitza Dale començant en la primera temporada de The Walking Dead. DeMunn ha aparegut en gairebé totes les pel·lícules de Frank Darabont quan va ser seleccionat com a membre del repartiment. DeMunn havia aparegut en gairebé totes les pel·lícules de Frank Darabont quan va ser seleccionat com a membre del repartiment. Leonard Pierce de The A.V. Club, en la seva revisió de "Guts", assenyala que el RV de Dale "forma el centre de les activitats del grup". Pierce assenyala a la seva revisió de "Tell It to the Frogs" que al camp "el nivell de tensió és obvi; només Dale és una veu de saviesa, mentre que petites coses com la brillantor d'un foc poden provocar un enfrontament John Serba, de The Grand Rapids Press, en la seva revisió de "Vatos" va anomenar el "discurs profund" de Dale a la foguera, sobre la importància de per què manté el crit. pista del temps, parafrasejant a Faulkner, una de les parts més memorables de l'episodi. En la seva ressenya de "Wildfire", Leonard Pierce parla de l'escena on Dale veu a Shane apuntant amb el seu rifle a Rick, comentant que "quant veu Dale i quant perd la confiança en ell a causa d'això, és una lletja qüestió inquieta. Pierce, en la seva revisió del final de la primera temporada" TS-19 ", va comentar que" suposo que es podria argumentar que la relació entre Dale i Andrea també es va aprofundir, però va ser tan ràpida que semblava una mica perfectament ". Alan Sepinwall d'HitFix va descriure les actuacions de Jeffrey DeMunn i Laurie Holden com" fantàstiques "durant l'escena on Dale va trobar la manera de convèncer l'Andrea de no rendir-se i morir. Tanmateix, va assenyalar que, mentre Dale es va quedar a Andrea, "ningú no va fer aquest esforç per a Jacqui, que mai va aconseguir un desenvolupament de personatges i hi era principalment perquè algú del grup pogués morir amb Jenner".
Frank Darabont, que va deixar el programa abans de la segona temporada, havia planejat originalment l'estrena de la segona temporada per incloure un flashback que mostra com Dale va conèixer a Andrea i Amy. Hank Stuever del The Washington Post, en la seva revisió de l'estrena de la segona temporada "What Lies Ahead", cita el retard de Dale en dir-li al grup que ha arreglat el radiador del RV per mantenir-los centrats a trobar Sophia com a exemple del que és nucli de l'espectacle: "el món està destruït i cada episodi sembla com si estigués evitant la inevitable desaparició de tothom". Zack Handlen de The A.V. Club va titllar la revelació que Dale estava fingint el treball a la RV "fantàstic, perquè és un gir que encaixa bé amb el seu personatge i que també el fa més amable". Handlen va considerar l'escena en què Andrea s'enfrontava a Dale sobre les seves accions al CDC "una bona escena carnosa per a tots dos. Andrea encara desitja que li deixin morir i Dale (que és probablement el millor personatge del programa en aquest moment) es nega a deixar morir algú si pot ajudar-lo. És un argument que no ens indica quin costat hem de triar i que proporciona a Andrea alguns arguments forts, arguments que continuaran sent qüestions per a tots els personatges del programa: Realment val la pena mantenir-se viu en aquest tipus d’infern? " Scott Meslow, de The Atlantic, en la seva revisió de" Bloodletting ", es queixava de la" irritant i repetitiva confrontació "entre Andrea i Dale per la negativa de Dale a deixar que Andrea cometés suïcidi: "Els dos personatges van discutir i van discutir, dient les mateixes coses:" T'he salvat la vida "versus" he estat la meva decisió ", de quatre o cinc maneres diferents". Mentrestant, Catherine Gee de The Daily Telegraph95 va donar la benvinguda a la introducció de Hershel, el "nou i savi cap Hershal (el veterinari) per rivalitzar amb el nostre vell i savi cap Dale ". El periodista de Baltimore Sun, Andrew Conrad, va comentar a la seva revisió de "Save the Last One" que la relació entre Dale i Andrea "continua jugant com la d'un pare dominador i la seva gèlida filla adolescent". En la seva revisió de "Cherokee Rose", Conrad identifica la "millor abraçada" que es produeix quan Rick es reuneix amb Dale, anomenant-la "The Babe Ruth of hugs". Darren Franich de Entertainment Weekly va assenyalar un defecte del raonament de Dale segons el qual el grup necessitava treure el zombi del pou sense contaminar l’aigua: "No estic segur de com no tindrien un parell de mesos de carn de zombi pustular inflada de ichor va contaminar l’aigua, però suposo que només es pot bullir."
Robert Kirkman va comentar que Shane podria estar involucrat en dos triangles amorosos des de "Secrets", dient que "la relació entre Dale i Andrea encara no ha florit del tot, com ho va fer a la sèrie de còmics. Però hi ha certes pistes que això pot ser alguna cosa a l'horitzó. Per tant, sí, si teniu una relació, a Shane li agradaria espavilar-la. Els crítics van aplaudir la creixent relació entre Andrea i Shane, així com l'enfrontament de Dale amb Shane. Tot i descriure-les com un "parell improbable", Scott Meslow, de The Atlantic, va afirmar que era superior a la trama entre Andrea i Dale. "Hi ha alguna cosa a dir per a alguna prova post-apocalíptica ocasional, que permet a dos personatges que no han experimentat gairebé res més que la misèria tenir, fins i tot per un moment, alguna cosa que s'assembli a l'alegria", va articular. Meslow va replicar que era savi subestimar la prova entre Shane i Andrea, que va predir que no portaria a res greu. Escrivint per a Cinema Blend, Nick Venable va escriure: "La manca de trets de personalitat de Dale, més enllà de ser el savi savi que es dedica als negocis de tothom, el converteix en un enemic imprevisible al meu llibre i pot ser tan interessant com el violent egoisme de Shane". Morgan Jeffrey de Digital Spy va declarar que Shane continuava sent un personatge interessant; "Just quan començàvem a agradar-lo, va assassinar Otis a sang freda. I sembla que la seva espiral descendent continuarà, amenaçant el pobre Dale i embarcant-se en una aventura mal aconsellada amb Andrea".
Robert Kirkman va respondre a les crítiques que el pla de Dale per amagar totes les armes a "Pretty Much Dead already" era un pla terrible: "Ningú no és perfecte! I, mira, és molt important en aquest món mostrar a la gent que comet errors. Dale va tenir el millor de intentava que una situació difícil desaparegués fins a cert punt. Però, sí, no és la mesura més sàvia. " Kirkman també va comentar més sobre la relació de Dale amb Andrea:" Serem una relació molt matisada. explorant molt en els propers episodis. Ell és patern cap a ella, però de vegades és una mica prepotent i això l'ha apartat. També ha de reconèixer les diferents coses que ha passat i què està informant d'aquestes decisions i si es conciliaran o no. queda per veure ". Zack Handlen de The AV Club va comentar en la seva revisió de l'episodi que "el conflicte Dale / Shane s'incrementa per conduir els últims moments de l'episodi. No importa que Dale no tingui prou confirmació perquè les seves sospites s'espantin fins al grau de flipar fora, o que el resultat de la seva aparent reacció excessiva és fer-lo semblar el perillós, en lloc de Shane. El que importa per als escriptors és que l'escena estigui al seu lloc, justificada o no ". Starlee Kine de Nova York es va preguntar "de què dimonis està parlant Dale quan li pregunta a Shane:" Creus que això ens mantindrà a salvo? " No és com si hagués atrapat a la seva mare fumant i que amagés la cigarreta per al seu bé ". Alan Sepinwall, de HitFix, va concloure que" no sortiria res d'ocultar totes les seves armes en una part remota del pantà. cas, té la sort que Shane el seguís ".
Morgan Jeffrey, de Digital Spy, va dir que "Dale va estar bé durant un temps, però ara està en aquesta recerca de fer expulsar a Shane del grup, i això és tot el que té més".